# ヴィルヘルム・グレーナー
カール・エドゥアルト・ヴィルヘルム・グレーナー（ドイツ語: Karl Eduard Wilhelm Groener, 1867年11月22日 - 1939年5月3日）は、ドイツの陸軍軍人、政治家。第一次世界大戦末期に軍部の実質的な指導者として革命政府に協力した「共和国派」の軍人。ヴァイマル共和国時代には国防相などを歴任した。

## 概要
プロイセン王国陸軍参謀本部次長で、軍部独裁体制の事実上のトップを務めていたエーリヒ・ルーデンドルフと対立し、グレーナーは野戦司令部に配属された。1918年10月にルーデンドルフが解任されると、グレーナーはその後継者となった。帝政崩壊のきっかけとなったドイツ革命では、社会民主党の新大統領フリードリヒ・エーベルトと協力して、極左の政権奪取を阻止した。彼の指揮の下、陸軍はドイツ全土の反乱を鎮圧した。
グレーナーは、貴族的で君主主義的な軍を、新しい共和制に統合しようとした。1919年夏に軍を退役したグレーナーは、ヴァイマル共和国政府のいくつかの政権で運輸大臣、内務大臣、国防大臣を歴任した。1932年、ナチ党との協定を進めていたクルト・フォン・シュライヒャー将軍によって政府から追い出される。

## 来歴

### 軍人

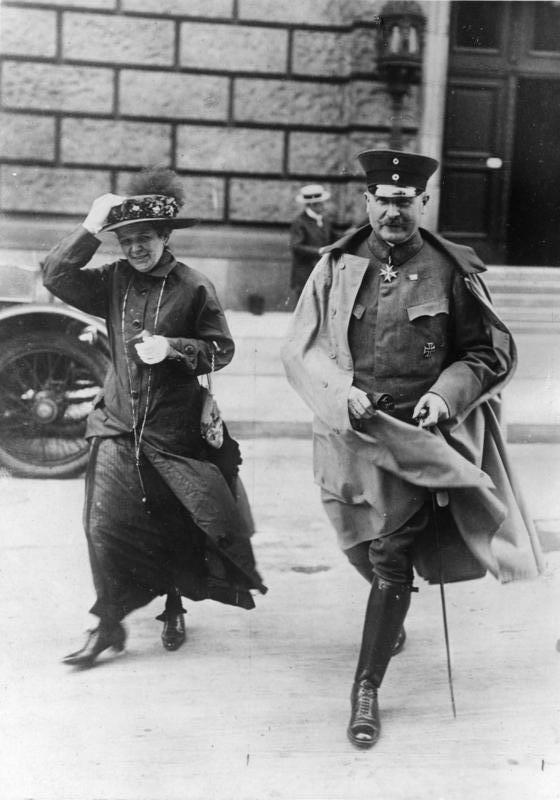
グレーナーとヘレネ夫人（1917年）

1867年11月22日、ドイツ南西部・ヴュルテンベルク王国のルートヴィヒスブルクに、連隊主計官で連隊長であったカール・エドゥアルド・グレーナーとその妻アウグステ（旧姓ボレグ）の息子として生まれる 。1884年のアビトゥーア合格後にヴュルテンベルク王国陸軍に入隊。1893年から1896年までベルリンの陸軍士官学校に通い、首席で卒業した 。 任官試験に合格後陸軍大学で学び、1899年に参謀本部に配属され、以後17年間を鉄道兵站の専門家として過ごすことになる。また同年、シュヴェービッシュ・グミュントでヘレーン・ガイヤーと結婚し、娘をもうける。1902年から1904年まではメッツの歩兵第98連隊の司令官、1908年から1910年までは第13軍団、1910年にはシュトゥットガルトの歩兵第125連隊の大隊長となる。1912年に中佐に昇進したグレーナーは参謀本部の鉄道部長に就任し、1914年に始まる第一次世界大戦でも戦線移動に伴う膨大な鉄道輸送業務の責任者となった。また、彼の鉄道網の拡張と配備ルートの計画は、1891年から1906年までプロイセン陸軍参謀総長であったアルフレート・フォン・シュリーフェン将軍の配備計画に基づいている。1915年6月、少将に昇進した。彼の組織的な能力により、同年12月、グレーナーはルーマニアからの食糧輸送を担当することになった。1916年5月に新しく創設された戦時食糧庁に出向、同年11月1日に中将に昇進し、プロイセン王国軍事省次官及び副大臣に就任。この職責で帝国議会に勤労奉仕法案を提出した。
1918年3月、ウクライナ占領時に第1軍団を指揮した。3月28日、キエフ軍集団司令官ヘルマン・フォン・アイヒホルン元帥の参謀長に任命された。グレーナーはウクライナはロシアとの経済的結びつきがなければ、国家としての機能が成り立たないと、ウクライナ国家そのものに否定的だった。戦後はロシアとの関係改善のため返還すべしと主張し、戦争終結まではウクライナを「食糧庫」として利用するとも主張した。しかし、司令官アイヒホルンはむしろウクライナの独立を肯定した。結果アイヒホルンの意見が採用されウクライナはウクライナ国として独立。ウクライナ人で構成されたウクライナ中央評議会が存在したが、事実上の統治・行政はアイヒホルンやグレーナー中心にドイツ軍による軍政だった。グレーナーはその中でもウクライナ政府の監督と再編成など、組織的・政治的課題に対処する役割が与えられた。
1918年10月29日、ドイツの敗戦を目前にしてエーリッヒ・ルーデンドルフが参謀次長を辞すると後任に就任し、名目上の最高司令官である参謀総長パウル・フォン・ヒンデンブルク元帥の下で全ドイツ軍の撤収と復員の責任を負うことになる。
11月にドイツ革命が発生すると、彼は革命のボルシェヴィキ化を防ぐため、フリードリヒ・エーベルト率いる穏健派のドイツ社会民主党（SPD）が主導する臨時人民代表委員会を支持した。11月10日にグレーナーはエーベルトと電話協議して、軍部はエーベルトの暫定政府に従うことを表明した（エーベルト・グレーナー協定）。これによりエーベルト暫定首相は強力な後ろ盾を得て、政権が安定化することになる。軍部に多かった君主制の支持者はのちのちまでグレーナーを「裏切り者」と非難したが、彼は「革命という事態の中では、新しいドイツにプロイセンの伝統を活かす最善の道だった」と反論した。グレーナーも当初は君主制を支持しており、帝政は維持するべきと主張していた。またエーベルトが皇帝の退位を示唆すると、グレーナーは憤慨していた。

### 政治家

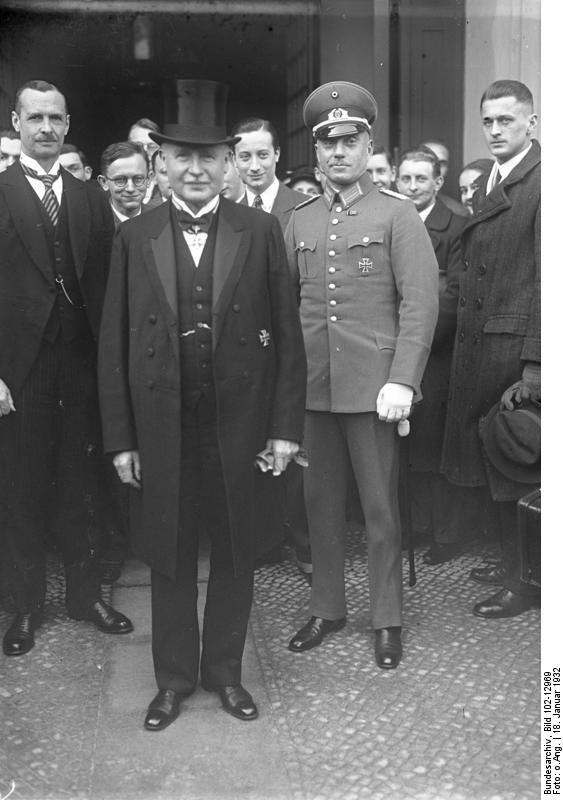
グレーナー内相（1932年）

1919年6月のヴェルサイユ条約締結もグレーナーは承認した。同月、ヒンデンブルクの辞任を受けて参謀総長に就任した。しかし9月にエーベルトの反対を押し切って軍を辞し、短い引退期間ののち政界に転身する。どの政党にも属さないが、エーベルトの要請で1920年6月にフェーレンバッハ内閣に無所属の交通大臣として初入閣してから、1923年まで四次の内閣でその職を務めた。彼の主な功績は、帝国鉄道の再建であった。1923年にクーノ政権が退陣すると、グレーナーは政界を離れ、『Das Testament des Grafen Schlieffen』などの軍事・政治論文を執筆した。1928年1月にヴィルヘルム・マルクス内閣のオットー・ゲスラー国防相が秘密軍備計画で辞職に追い込まれると、1928年1月20日、大統領ヒンデンブルクは彼の後任としてグレーナーを再入閣させた。
1931年にはブリューニング内閣で内務大臣を兼任。1932年5月に各州の内務省の強い要望で、ナチ党の突撃隊を禁止すると、ナチ党の与党への取り込みを図る国防次官クルト・フォン・シュライヒャーと対立した。また、ドイツ元皇太子のヴィルヘルムも同年4月14日にグレーナーに抗議した。1932年5月10日の第62回帝国議会で、グレーナーはSA禁止令を正当化した。この演説には、ナチ党の代議士たちから激しい抗議があった。しかし、グレーナーは、軍部に勢力を持ちヒンデンブルク大統領の側近でもあるシュライヒャーの要求には逆らえず国防相を辞任。直後のブリューニング内閣退陣で内相の座も失った。シュライヒャーが立ち上げた新首相フランツ・フォン・パーペンは、直ちにSAを復帰させた。1934年にポツダムのボルンシュテットに移り住み、そこで回想録『Lebenserinnerungen』を執筆した。その後は公の場に出ることもなく、1939年5月3日に同地で死去した。

### 家族

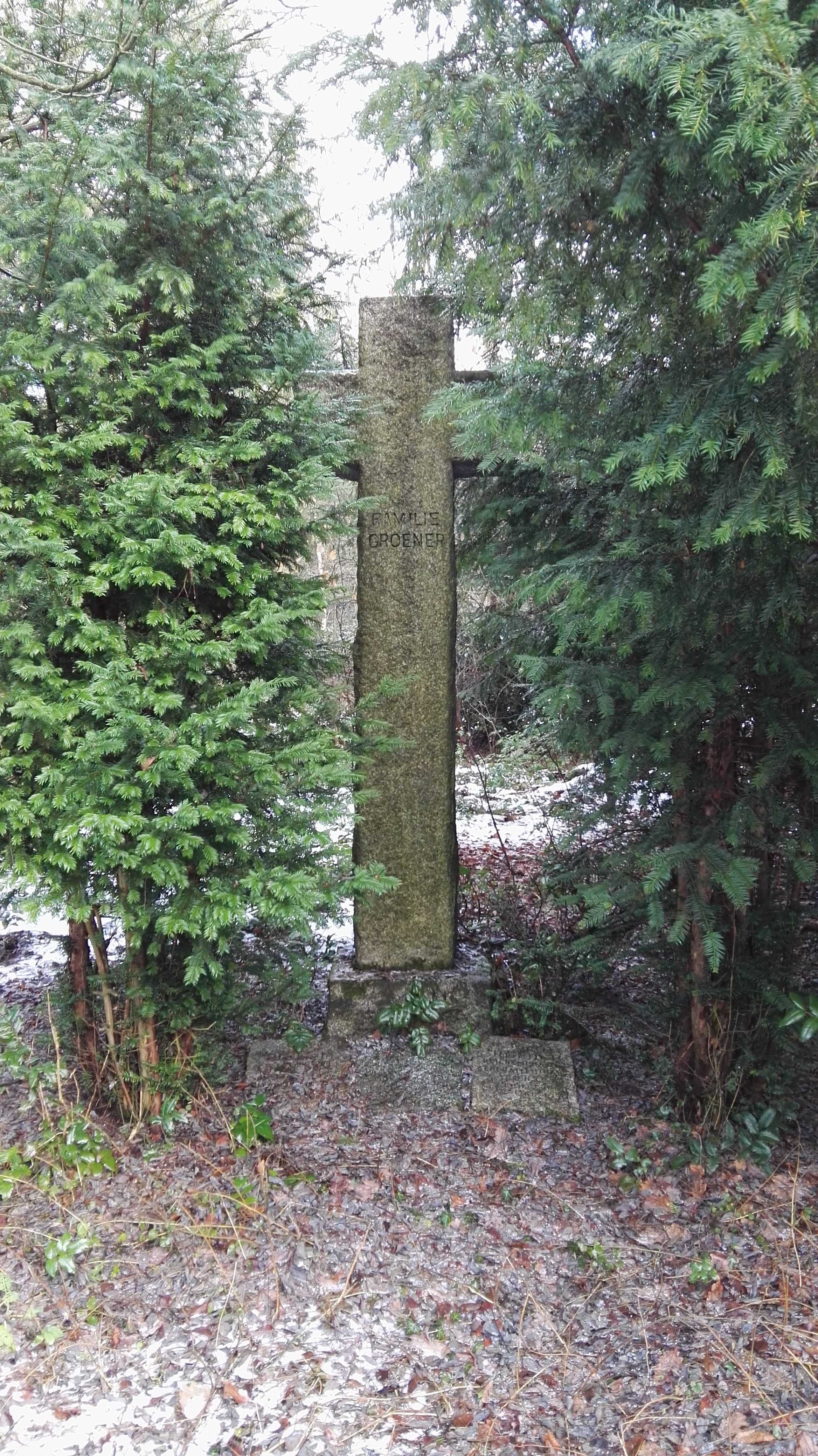
グレーナーの墓

グレーナーは二度結婚し、あわせて一男一女をもうけた。最初の妻ヘレネ（1926年死去）が1900年に産んだ娘ドロテア・グレーナー＝ゲイヤー(1900 ‐1986)は、1948年に婦人運動団体の会長になり、男女同権運動で活躍した。